# Rumex johannis-moorei
Rumex johannis-moorei är en slideväxtart som beskrevs av K.H. Rechinger. Rumex johannis-moorei ingår i släktet skräppor, och familjen slideväxter. Inga underarter finns listade i Catalogue of Life.